# Antonie Kraut
Antonie Kraut (geboren am 11. November 1905 in Stuttgart; gestorben am 18. März 2002 in Stuttgart-Degerloch) war eine deutsche Juristin. Sie war maßgeblich beteiligt am Aufbau verschiedener Wohlfahrtswerke nach dem Zweiten Weltkrieg. Insbesondere war sie Mitbegründerin der Evangelischen Heimstiftung, in deren Vorstand sie 33 Jahre lang tätig war. Von 1945 bis 1971 war sie Geschäftsführerin im Württembergischen Landesverband der Inneren Mission und im Diakonischen Werk Württembergs.

## Familie
Antonie Kraut wurde als fünftes Kind in eine Stuttgarter Bürgerfamilie geboren. Ihr Vater war der Jurist und Politiker Heinrich Kraut (1857–1935), ihre Mutter Mariane Kraut geborene Leipheimer (1865–1966). Mariane Kraut hatte zunächst den Vorsitz der Frauengruppe der Württembergischen Bürgerpartei inne, ab 1923 war sie Geschäftsführerin der Evangelischen Frauenarbeit. Das politische und soziale Engagement ihrer Eltern prägte Antonie in ihren Jugendjahren stark. Antonies ältester Bruder Heinrich Kraut war Professor für Chemie und Vorsitzender der Welthungerhilfe, die Brüder Max und Wilhelm fielen im Ersten Weltkrieg, der Bruder Gerhard Kraut übernahm als Jurist die Anwaltskanzlei des Vaters in Stuttgart.

## Ausbildung
Antonie Kraut besuchte die humanistische Abteilung des Mädchengymnasiums in Stuttgart. Nach dem Abitur besuchte sie zunächst auf Wunsch ihres Vaters, jedoch gegen ihren Willen die Wirtschaftliche Frauenschule auf dem Lande, schrieb sich dann aber 1925 als Jura-Studentin an der Universität Stuttgart ein. Sie schloss ihr Studium ab mit einer Dissertation über die Stellung der Frau im Württembergischen Privatrecht.

## Berufliches Wirken
1933 stieg Antonie Kraut als Anwältin in die Kanzlei ihres Vaters ein, die sie später während der kriegs- und gefangenschaftsbedingten Abwesenheit ihres Bruders Gerhard lange Jahre alleinverantwortlich leitete. 1935 übernahm sie die Geschäftsführung der Evangelischen Frauenarbeit, die später zur Frauenarbeit der Evangelischen Landeskirche in Württemberg umbenannt wurde. Diese Namensänderung war eine Folge von Antonie Krauts Bitte an Landesbischof Theophil Wurm, die Evangelische Frauenarbeit als kirchliche Institution zu anerkennen und sie so dem Einfluss der NS-Ideologie zu entziehen. Wie schon ihre Mutter verfolgte auch Antonie im Dritten Reich den Kurs der Bekennenden Kirche. Nach Kriegsende übernahm sie die juristische Geschäftsführung (neben Hauptgeschäftsführer Gotthilf Vöhringer) für den Landesverband der Inneren Mission (LVIM). Der LVIM schloss sich 1950 mit dem Evangelischen Hilfswerk zur Arbeitsgemeinschaft der Diakonischen Werke in Württemberg zusammen. 1952 gründete Antonie Kraut mit Paul Collmer und Oberkirchenrat Herbert Keller die Evangelische Heimstiftung, die heute größte Trägerorganisation für Altenpflegeeinrichtungen in Baden-Württemberg, in der sie weit über ihre Pensionierung hinaus aktiv blieb. Im späteren Verlauf ihres Berufslebens widmete sich Antonie Kraut vor allem der Gründung (1. Januar 1970) des Diakonischen Werks Württemberg, dessen juristische Geschäftsführung sie bis zu ihrer Pensionierung übernahm.

## Wirkungsgeschichte
Neben ihrer Tätigkeit in diakonischen Organisationen trug Antonie Kraut als Verfasserin juristischer Gutachten maßgeblich zur Ausgestaltung des Sozialstaats bei. Für ihr Werk wurde sie 1995 mit dem Verdienstorden des Landes Baden-Württemberg ausgezeichnet. Nach ihrem Tod wurde die Dr. Antonie Kraut Stiftung – Stiftung der Diakonie zur Förderung Sozialen Lernens gegründet (heute im Verbund mit der Stiftung der Wirtschaft zur Förderung Sozialen Lernens). Seit 2017 befindet sich die Zentrale der Evangelischen Heimstiftung in Stuttgart im neu gebauten Antonie-Kraut-Haus.